# Rubus radicans
Rubus radicans là loài thực vật có hoa trong họ Hoa hồng. Loài này được Cav. miêu tả khoa học đầu tiên năm 1799.